# 扎因·艾沙拉夫
扎因·艾沙拉夫王后（阿拉伯语：‎，1916年8月2日—1994年4月26日），是约旦第二任国王塔拉勒·伊本·阿卜杜拉的妻子及王后。本名為扎因·艾沙拉夫·賓特·賈米爾，她出生於埃及一個有土耳其和汉志血統的权贵家庭。她的父亲賈米爾是奥斯曼帝国的官员，亦是侯赛因·本·阿里的侄子。
1934年11月27日，扎因·艾沙拉夫和她的表亲塔拉勒·伊本·阿卜杜拉王子在约旦首都安曼结婚。他们育有四子两女，其中长子侯赛因之后成为约旦第三任国王。